# Miesha McKelvy
Miesha McKelvy (Torrance, 26 de julio de 1976) es una atleta estadounidense, especialista en la prueba de 100 m vallas, en la que ha logrado ser medallista de bronce mundial en 2003.

## Carrera deportiva
En el Mundial de París 2003 ganó la medalla de bronce en los 100 metros vallas, con un tiempo de 12.67 segundos, llegando a la meta tras la canadiense Perdita Felicien y la jamaicana Brigitte Foster.